# Суассон (графство)
Графство Суассон — французское графство с центром в городе Суассон, существовавшее с конца IX века.

## История графства
Первым достоверно известным правителем Суассона был Герберт I де Вермандуа, который владел этим графством между 886 и 898 годами. После его смерти графство находилось в руках его наследника, графа Герберта II де Вермандуа, одного из крупнейших феодалов в Западно-Франкском королевстве во второй четверти X века. Герберту удалось объединить в своих руках огромные владения, которые после его смерти были разделены между сыновьями. Судьба Суассона неизвестна. В 966 году как граф Суассона упоминается некий Вальдрик, а в 969 году — Ги I, который в одном из актов, датированном июнем 974 года, назван сыном графа Герберта. Последний раз он упоминается в 986 году. 
После смерти графа Ги I Суассон, вероятно, посредством брака перешёл к графам Бар-сюр-Об: согласно комментариям к «Acta Sanctorum» относительно жизни графа Симона де Валуа вдова Ги I, Аделиза, вторым браком вышла замуж за графа Ношера I де Бар-сюр-Об. По другой версии, изложенной в Europäische Stammtafeln, Аделиза была не вдовой, а дочерью Ги I, однако неизвестно, на каких источниках базируется эта гипотеза. После смерти графа Ношера Суассон унаследовал его третий сын, Рено I, хотя существует версия, основанная на ономастических данных, что он мог быть сыном графа Ги I. Рено умер в начале 1057 года, его единственный сын Ги II пережил отца ненадолго.
После смерти Ги II в 1057 году Суассон унаследовала его сестра Адела, бывшая замужем за Гильомом Бюзаком, одним из сыновей графа Вильгельма I д’Э. Его внук, Рено III, в 1141 году постригся в монахи. Детей у него не было, поэтому он завещал Суассон Иву III де Нель, правнуку Гильома Бюзака
Ив III де Нель в 1147 году в составе армии Людовика VII принимал участие во Втором крестовом походе. Он умер в 1178 году, не оставив детей. Суассон сначала унаследовал его племянник Конон, сын Рауля II, шателена Брюгге, а после смерти Конона в 1180 году его младший брат Рауль III.
Рауль III в составе армии короля Филиппа II Августа принимал участие в Третьем крестовом походе, во время которого отличился при осаде Акры. По возвращении во Францию он оказался в близком окружении короля, принимая активное участие в борьбе против Англии. Позже он участвовал в Альбигойском крестовом походе, а также в подавлении мятежа французских баронов против Бланки Кастильской, регентши Франции при малолетнем Людовике IX Святом. Рауль умер в 1235 году, ему наследовал старший сын Жан II Заика. Он был приближённым короля Людовика IX, присоединившись в 1248 году к Шестому крестовому походу, во время которого попал в плен в 1250 году, однако вскоре был освобождён и вернулся во Францию. В 1265 году Жан участвовал в завоевании Сицилии Карлом I Анжуйским, а в 1270 году присоединился к Людовику IX в Седьмом крестовом походе, по возвращении из которого умер.
Потомки Жана II управляли Суассоном до начала XIV века. После смерти графа Гуго графство унаследовала его единственная дочь Маргарита, которая вышла замуж за Жана де Эно, сеньора де Бомон, брата графа Эно Вильгельма I Доброго. После её смерти Суассон посредством браков переходил к разным династиям. В 1367 году граф Ги II де Блуа-Шатильон, который по результатам мира в Бретиньи был одним из заложников в Англии, не имея возможности заплатить за себя выкуп, был вынужден отдать Суассон королю Англии Эдуарду III, который передал его своему зятю Ангеррану VII де Куси. Дочь Ангеррана, Мария де Куси, нуждавшаяся в средствах для тяжбы за наследство с мачехой, в 1404 году продала графство герцогу Людовику I Орлеанскому.
В августе 1413 года сын Марии де Куси, Роберт де Бар в качестве компенсации за утерю герцогства Бар, которое в обход его прав было передано его дяде, получил титул графа Марля, а также часть графства Суассон с титулом графа. Остальная часть графства Суассон осталась во владении Карла Орлеанского, и после того как его сын, Людовик стал в 1498 году королём Франции под именем Людовик XII, была присоединена к королевскому домену.
Дочь Роберта де Бар, Жанна, в 1435 году вышла замуж за Людовика де Люксембург, который был одним из самых могущественных вельмож Франции в царствование Людовика XI. В приданое она принесла Суассон и Марль. В 1475 году Людовик был казнён, но его сыну Пьеру в 1376 году были возвращены титулы графа Суассона и Марля.
В 1487 году Суассон посредством брака перешёл к Франсуа де Бурбону, графу Вандома. Позже Суассон вошёл в состав владений первого принца Конде, после смерти которого графство с рядом других владений унаследовал один из его младших сыновей — Карл. Его сын, Людовик законнорожденных сыновей не оставил, поэтому в 1641 году Суассон унаследовал Томас Савойский, князь Кариньянский, женатый на сестре Людовика.
Представители Кариньянского дома управляли Суассоном до 1734 года, когда умер бездетным последний граф, Евгений Жан Франсуа. После этого графство Суассон как выморочное было присоединено к домену короля Франции.

## Список графов Суассона
Гербертины
- ? — 900/907: Герберт I де Вермандуа (840/850 — 900/907), сеньор Перонны, Санлиса и Сен-Кантена, граф Вермандуа в 896, Мо и Мадри в 888/889, граф Суассона в 886/898
- 900/907 — 943: Герберт II де Вермандуа (ок. 880 — 23 февраля 943), граф Вермандуа, Мо и Суассона с 902/907, сын предыдущего

Неизвестная династия
- 966: Вальдрик (ум. после 966)

Гербертины (?)
- до 969 — после 986: Ги I (ум. после 989), возможно сын Герберта II.
- после 986 — ?: Аделиза, графиня Суассона после 986, вдова[1] или дочь[2] предыдущего
  - муж: с ок. 992 Ношер I (ум. после 1011), граф Бар-сюр-Об, граф Суассона с ок. 992

Династия Бар-сюр-Об
- ? — после 1011: Ношер I (ум. после 1011), граф Бар-сюр-Об, граф Суассона с ок. 922
- ? — 1057: Рено I (ок. 985/992 — 1057), граф Суассона, сын Аделизы и Ношера I[1][2] (по другой версии — сын графа Ги I[3])
- 1057: Ги II (ум. 1057), граф Суассона с 1057, сын предыдущего
- 1057—?: Адела (ум. ок. 1105), графиня Суассона с 1057, сестра предыдущего
  - муж: Гильом Бусак д’Э (ум. ок. 1076), граф Суассона

Ветвь графов д’Э Нормандской династии (Роллонидов)
- 1057 — ок. 1076: Гильом Бюзак (ум. ок. 1076), граф Суассона с 1057
- ок. 1076 — 1099: Рено II (ум. 1099), граф Суассона с ок. 1076, сын предыдущего
- 1099 — после 1115: Жан I (ум. после 1115), граф Суассона с 1099, брат предыдущего
- после 1115 — 1141: Рено III (ум. после 1141), граф Суассона после 1115 — 1141, сын предыдущего

Нельский дом
- 1141 — 1178: Ив II де Нель (ум. август 1178), сеньор де Нель и де Фалви после 1125, граф Суассона с 1141, правнук Гильома Бюзака
- 1178 — 1180: Конон (ум. 1180), шателен Брюгге с 1153/1160, граф Суассона с 1178, сын предыдущего
- 1180 — 1235: Рауль I (III) Добрый (ум. 4 января 1235), граф Суассона с 1180, шателен Нуайона с 1184, брат предыдущего
- 1235 — 1270/1272: Жан II Заика (ок. 1224 — 1270/февраль 1272), граф Суассона с 1235, граф Шартра 1235—1270, сын предыдущего
- 1270/1272 — до 1286: Жан III (ок. 1240 — до 8 октября 1286), граф Суассона с 1270/1272, сеньор де Шиме, сын предыдущего
- до 1286 — 1289: Жан IV (ок. 1260 — 1289), граф Суассона и сеньор де Шиме ранее 1286, сын предыдущего
- 1289 — 1298: Жан V (21 марта 1281 — 1298), граф Суассона и сеньор де Шиме с 1289, сын предыдущего
- 1298 — около 1305: Гуго (ум. до февраля 1306), граф Суассона и сеньор де Шиме с 1298, брат предыдущего
- около 1306 — 1350: Маргарита (ок. 1306 — октябрь 1350), графиня Суассона и дама де Шиме ранее 1306, дочь предыдущего
  - муж: ранее 23 января 1317 Жан де Эно (ок. 1288 — 11 марта 1356), сеньор де Бомон

Авены
- 1350: Жанна де Эно (1323 — 16/31 декабря 1350), графиня Суассона и дама де Шиме с 1350, дочь предыдущих
  - 1-й муж: с 5/10 ноября 1336 Людовик I де Блуа-Шатильон (ум. 1346), граф Блуа и Дюнуа с 1342
  - 2-й муж: ранее 13 февраля 1348 Гильом I Богатый (1324 — 1 октября 1394), маркграф Намюра с 1337

Дом де Блуа-Шатильон
- 1350—1367: Ги II де Блуа-Шатильон (ум. 22 декабря 1397), граф Суассона в 1350—1367, граф Блуа и Дюнуа с 1381, сын Жанны де Эно и Людовика I де Блуа. В 1367 году был вынужден отдать Суассон королю Англии Эдуарду III, который передал его Ангеррану VII де Куси.

Гентский дом, ветвь сеньоров де Куси
- 1367—1397: Ангерран VII де Куси (ок. 1339 — 18 ноября 1397), сеньор де Куси, де Марль, де Ла Фер-д’Уази и де Монмирай с 1346, граф Бедфорд 1366—1377, граф Суассона с 1367
- 1397—1404: Мария I де Куси (апрель 1366 — 1405), дама де Куси и де Ла Фер-д’Уази с 1397, графиня Суассона в 1397—1404. В 1404 продала Суассон Людовику I Орлеанскому.
  - муж: с 6 ноября 1383 Генрих де Бар (ок. 1362/1367 — ноябрь 1397/1398), сеньор де Марль и маркграф Понт-а-Муссон

Династия Валуа, Орлеанская ветвь
- 1404—1407: Людовик I Орлеанский  (13 марта 1372 — 23 ноября 1407), герцог Орлеанский с 1392, граф де Бомон и де Шато-Тьерри, герцог Турени с 1386, герцог Валуа, граф Ангулема с 1394, граф Перигора с 1400, граф Дрё с 1401, граф Суассона с 1404
- 1407—1413: Карл (24 ноября 1394 — 5 января 1465), герцог Орлеанский с 1407, герцог Валуа и граф Ангулема, граф Суассона в 1407—1412, граф Блуа, Дрё и Куртене, сын предыдущего

Монбельярский дом
- 1413—1415: Роберт де Бар (ок. 1390 — 25 октября 1415), сеньор де Марль с 1397/1398, граф де Марль и де Суассон с 1413, сын Генриха де Бара и Марии де Куси
- 1415—1462: Жанна (1415 — 14 мая 1462), графиня Суассона и Марля с 1415, дочь предыдущего
  - муж: с 16 июля 1435 Людовик де Люксембург (1418—1475), граф де Сен-Поль

Дом Люксембург-Линьи
- 1435—1475: Людовик де Люксембург (1418 — 19 декабря 1475), граф де Сен-Поль, де Бриенн и де Конверсано с 1433, граф де Гиз и де Линьи с 1471, граф де Суассон и де Марль с 1435, коннетабль Франции с 1465
- 1476—1482: Пьер II (ок. 1440 — 25 октября 1482), граф де Сен-Поль и де Бриенн с 1475, граф де Суассон и де Марль с 1476, сын предыдущего
- 1482—1534: Мария (ок. 1472 — 1 апреля 1546), графиня де Сен-Поль, де Марль и де Суассон с 1482, дама де Конде, дочь предыдущего
1-й муж: с 1460 Жак Савойский (2 ноября 1450 — 30 января 1486), граф де Ромон, барон де Во
2-й муж: с 1487 Франсуа де Бурбон (1470 — 2 октября 1495), граф де Вандом

Бурбоны, Вандомская ветвь
- 1487—1495: Франсуа де Бурбон (1470 — 2 октября 1495), граф де Вандом с 1478, граф де Сен-Поль, де Марль и де Суассон с 1487
- 1495—1537: Карл (IV) (2 июня 1489 — 25 марта 1537), граф Вандома 1495—1514, граф Суассон и Марль с 1495, герцог Вандом с 1514, сын предыдущего
- 1537—1557: Жан (6 июля 1528 — 1 августа 1557), граф де Суассон, де Марль и д’Энгиен с 1537, герцог д’Эстувиль и граф де Сен-Поль с 1557, сын предыдущего
- 1557—1569: Людовик I де Бурбон-Конде (7 мая 1530 — 13 марта 1569), принц Конде с 1546, граф де Суассон, де Марль и д’Энгиен с 1557, герцог Энгиенский, брат предыдущего
- 1569—1612: Карл де Бурбон-Суассон (3 ноября 1566 — 1 ноября 1612), граф де Суассон, де Марль, де Дрё и де Клермон с 1569, сын предыдущего
- 1612—1641: Людовик де Бурбон-Суассон (1 мая 1604 — 6 июля 1641)), граф де Суассон, де Марль, де Дрё и де Клермон с 1612, сын предыдущего
- 1641—1656:  Мария де Бурбон-Суассон (3 мая 1606 — 3 июня 1692), графиня де Суассон, де Марль, де Дрё и де Клермон с 1641
  - муж: с 14 апреля 1625 Томас Савойский  (21 декабря 1595 — 22 января 1656), принц Кариньяно

Савойская династия, Кариньянская ветвь
- 1641—1656: Томас Савойский  (21 декабря 1595 — 22 января 1656), принц Кариньяно с 1620, граф Суассона и Дрё с 1641
  - 1646/1650—1656: Жозеф Эммануил (24 июня 1631 — 4 января 1656), граф Суассона[5] с 1646/1650, сын предыдущего
  - 1656—1673: Эжен-Морис Савойский (2 мая 1635 — 6 июня 1673), граф Суассона и Дрё с 1656, брат предыдущего, отец Евгения Савойского
- 1673—1702: Луи-Тома Савойский (15 декабря 1657 — 14 августа 1702), граф Суассона с 1673, сын предыдущего
- 1702—1729: Эммануэль Томас Савойский (8 декабря 1687 — 28 декабря 1729), граф Суассона с 1702, сын предыдущего
- 1729—1734: Эжен-Жан-Франсуа Савойский (23 сентября 1714 — 24 ноября 1734), граф Суассона с 1729, сын предыдущего